# Władysław Tarnowski
Władysław Tarnowski (Drohobycz, 4 de junho de 1836 — litoral da Califórnia, 19 de abril de 1878) foi um compositor, pianista, poetas e escritores (dramaturgo) polaco.
Filho do conde Walerian Tarnowski e condessa Ernestyna. Ele foi educado em Lviv e Cracóvia na escola  e as faculdades de Direito e Filosofia na Universidade Jaguelônica . Como músico ele era um aluno de: D. Auber, I. Moscheles, E.F. Richter, F. Liszt. Ele era um viajante. Ele morreu de um ataque cardíaco.

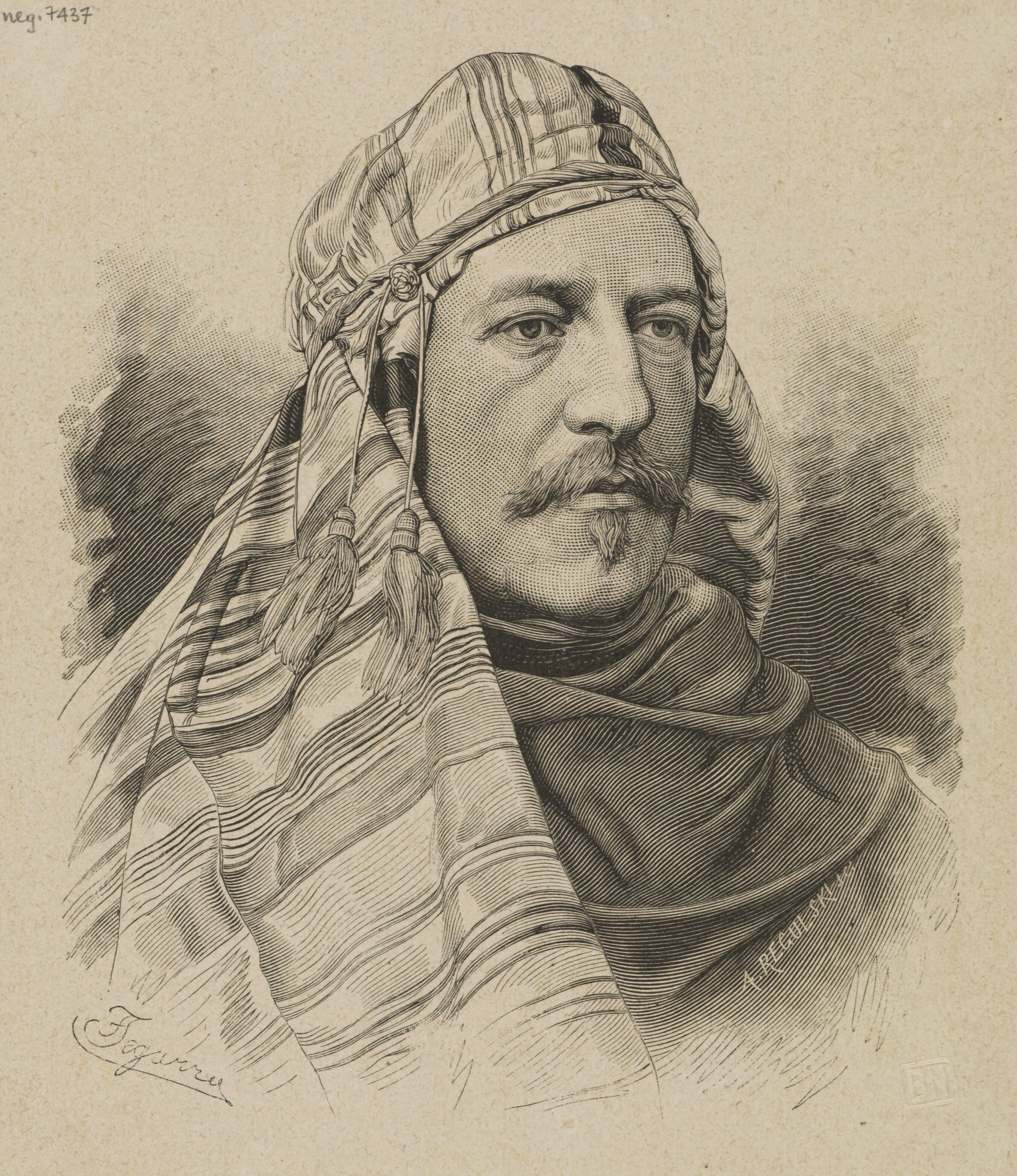
Władysław Tarnowski vestida com um traje da viagem. Esboço por F. Tegazzo.

## Concertos
- Breslávia, 1860 e 1875 (a execução de suas obras),
- Lviv 1875,
- Viena,
- Veneza e Florença, 1872,
- Paris em 1873,
- Grécia, Egito, Síria (cujas culturas é fascinado). Também viajou para a Índia e Japão.

## Composições[4][5][6]
- Câmara:
  - Quatour Ré-majeur pour Deur Violons, Viola et Violoncelle (Quarteto de cordas em D maior) [7]
  - Fantaisie quasi Sonate (para violíno e piano) [8]
  - Souvenir d’un ange (para violíno e piano) (1876)
- ’’’Para piano’’’:
  - 3 mazurki (3 Mazurkas, ~1870)
  - Deux Morceaux : Fantazie-Impromptu, Valse-poeme
  - 2 pieces: Chart sans paroles e Valse-poeme ( ~1870)
  - Impromptu „L’adieu de l’artiste. Impromptu pour le piano.” (~1870) [9]
  - Souvenir de la Canée, (concerto-fantasia para piano)[10]
- „Symfonia d’un drammo d’amore” [11]
  - Sonate pour Piano composée et dediéé à son ami Br. Zawadzki. (~1875) [12]
  - Polonez dla Teofila Lenartowicza (1872 r.)[13]
  - Grande polonaise quasi rapsodie symphonique (1874)
  - Extases au Bosphor, fantasie rapsodie sur les melodies orientales op. 10 (~1875)
  - Marsz żałobny z osobnej całości symfonicznej poświęcony pamięci Augusta Bielowskiego, <marcha fúnebre> (1876) [14]
  - Ave Maria (Album Muzeum Narodowego w Rapperswyllu, 1876, página 577 e 578)

- - Pensée funebre [15]
  - Andantino pensieroso ("Echo Muzyczne", 17 XII 1878)[16]

- - Nocturnos e romances:
    - Nocturne pour Piano. A sa soeur Marie [17][18]
    - Nuit sombre[19]
    - Nuit claire[19]
- Canções:
  - „A kto chce rozkoszy użyć”, e hoje, mais famosa por palavras „Jak to na wojence ładnie” [20]
  - Cypryssen 5 characterische Gesänge, cinco canção, incluindo: Ich sank verweint in sanften Schlummer [21](Viena, 1870, ed. Bösendorfer)
  - Neig, o schöne Knospe (Viena, ed. Gutmann) [22]
  - Kennst du die Rosen (Viena, ~1870, ed. J. Gutmann)[23]
  - 2 Gesänge: „Du Buch mit sieben Siegeln.“ e „Ob du nun ruhst.“ (Viena, ~ 1870, ed. V. Kratochwill) [24]
  - Still klingt das Glöcklein durch Felder (Viena ~1875, ed. J. Gutmann)

- - 2 Gesänge: „Klänge Und Schmerzen“; „Nächtliche Regung“ (Lípsia, ~1870, ed. Ch. E. Kahnt)
  - Mein Kahn
  - Strofa dello Strozzi e la risposttadi Michalangelo (ed. Carisch)[25]
- Cênica:
  - „Achmed oder Pilger Liebe” (Lípsia, ~1875, ed. R. Forberg) [26]
  - „Karlińscy” (Música para o drama com o mesmo nome, Lviv, 1874, ed. Gubrynowicz i Schmidt)

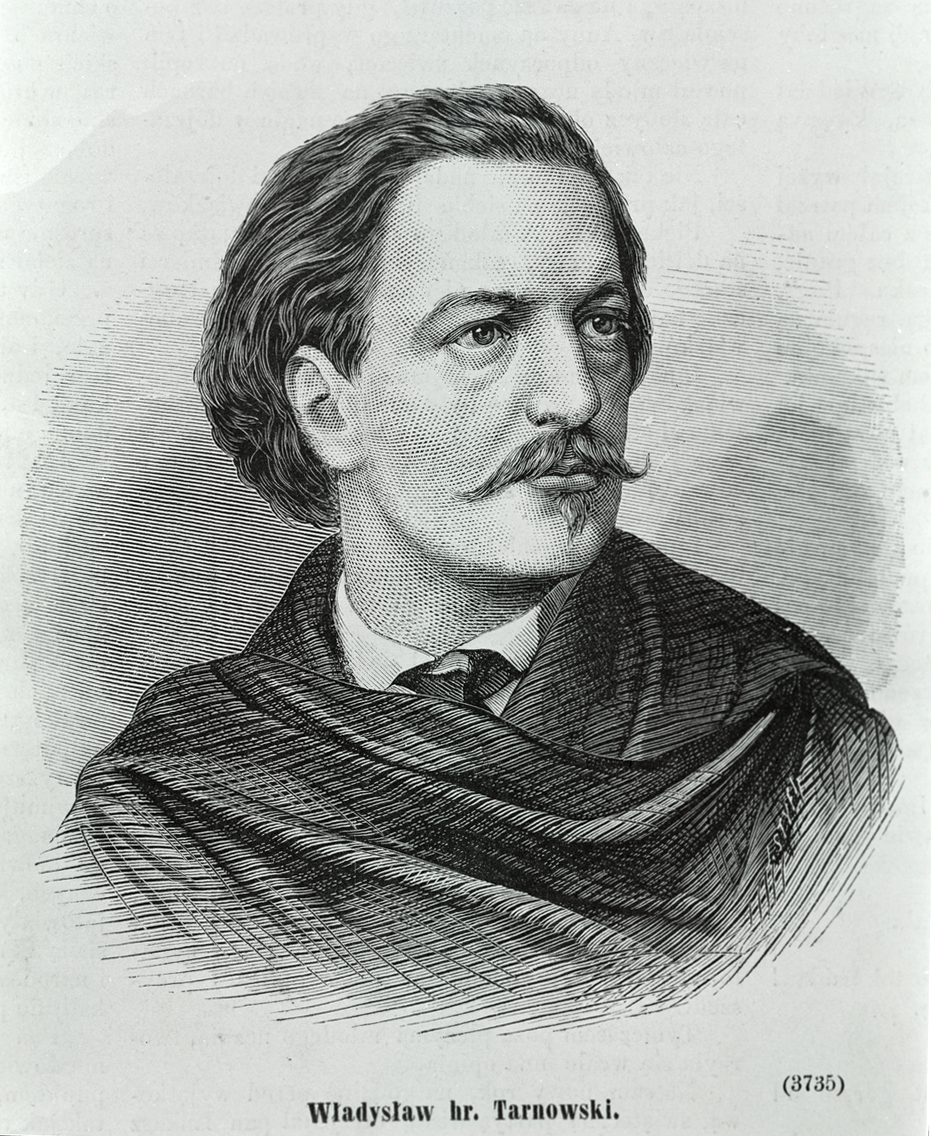
Władysław Tarnowski. Esboço por Jan Styfi, 1877.

  - „Joanna Grey” (Música para o drama com o mesmo nome, Viena, 1875, ed. V. Kratochwill)

## Obras literárias

### Poesia
- “Poezye studenta” <Estudante poemas> (Volumes 1-4, ed. F.A. Brockhaus, Leipzig, 1863-1865)
- “Krople czary” <Gotas de taça> (ed. P. Rhode, Leipzig, 1865) [27]
- “Szkice helweckie i Talia” (ed. P. Rhode, Leipzig, 1868)
- “Piołuny” <Absintos>(ed. J.I. Kraszewski, Dresden, 1869) [28]
- „Nowe Poezye Ernesta Buławy” (ed. Księgarnia Seyferta i Czajkowskiego, 1872)
- „Kochankowie ojczyzny. Powieść poetyczna z XIII w.” (em: „Album Muzeum Narodowego w Rapperswyllu”, Lwów, 1872, páginas 232-272.)
- “Praxytel i Fryne” <Praxytel e Frinéia> ("Ruch literacki, Lviv, 30, páginas 53-54, 22 de julho de 1876.[29]

### Drama
- “Izaak” <Isaac>  (“Ruch Literacki”, Lviv 1870, 1871) [30]
- “Karlińscy” (ed. Księgarnia Gubrynowicza i Schmidta, Lviv, 1874. Com uma abertura por Władysław Tarnowski.) [31]
- “Joanna Grey” <Joana Grey> (ed. Księgarnia Gubrynowicza i Schmidta, Lviv, 1874. Com uma abertura por Władysław Tarnowski.) [32]
- “Ostatnie sądy kapturowe i Finita la comedia” [33]